# Municipio de Black Fork
El municipio de Black Fork (en inglés: Black Fork Township) es un municipio ubicado en el condado de Scott en el estado estadounidense de Arkansas. En el año 2010 tenía una población de 66 habitantes y una densidad poblacional de 0,58 personas por km².

## Geografía
El municipio de Black Fork se encuentra ubicado en las coordenadas 34°46′31″N 94°24′31″O / 34.77528, -94.40861. Según la Oficina del Censo de los Estados Unidos, el municipio tiene una superficie total de 114.41 km², de la cual 114,38 km² corresponden a tierra firme y (0,03 %) 0,03 km² es agua.

## Demografía
Según el censo de 2010, había 66 personas residiendo en el municipio de Black Fork. La densidad de población era de 0,58 hab./km². De los 66 habitantes, el municipio de Black Fork estaba compuesto por el 96,97 % blancos, el 3,03 % eran asiáticos. Del total de la población el 0 % eran hispanos o latinos de cualquier raza.